# Saint-Hilarion
Saint-Hilarion – miejscowość i gmina we Francji, w regionie Île-de-France, w departamencie Yvelines.
Według danych na rok 1990 gminę zamieszkiwało 781 osób, a gęstość zaludnienia wynosiła 56 osób/km² (wśród 1287 gmin regionu Île-de-France Saint-Hilarion plasuje się na 687. miejscu pod względem liczby ludności, natomiast pod względem powierzchni na miejscu 193.).